# Žen Chuej
Žen Chuej (čínsky pchin-jinem Rèn Huì, znaky 任慧; * 11. srpna 1983 I-čchun) je bývalá čínská rychlobruslařka.
Ve Světovém poháru debutovala na podzim 2002, v roce 2003 se poprvé zúčastnila Mistrovství světa ve sprintu, kde skončila na 25. místě. V následující sezóně se již několikrát umístila v první desítce v závodech na 500 a 1000 m ve Světovém poháru a na Mistrovství světa na jednotlivých tratích vybojovala na distanci 500 m bronzovou medaili. V roce 2006 se mimo jiné zúčastnila i sprinterského světového šampionátu, kde dojela na pátém místě, a Zimních olympijských her v Turíně, na nichž získala na trati 500 m bronzovou medaili. V dalších letech se pravidelně umisťovala v závodech na 500 a 1000 m na Světovém poháru mezi prvními deseti, v roce 2009 však její výkonnost klesla. Poslední zaznamenaný závod odjela v únoru 2010 na Zimních olympijských hrách, kde na trati 1000 m skončila na 33. místě.